# Юре Францетич
Юре Францетич (хорв. Jure Francetić; нар. 3 липня 1912 — пом. 27/28 грудня 1942) — хорватський військовик, усташівський комісар у справах Боснії та Герцеговини Незалежної Держави Хорватії під час Другої світової війни, командир 1-го усташівського полку Войниці, пізніше відомого як Чорний легіон. На обох посадах відповідав за різанину боснійських сербів і євреїв. Входив до найближчого оточення Анте Павелича, розглядався багатьма усташами як можливий наступник Павелича на посаді Поглавника (вождя) НДХ. Помер від ран, отриманих під час захоплення партизанами біля Слуня в Кордуні, коли його літак здійснив там аварійне приземлення наприкінці грудня 1942 року.

## Життєпис

### До утворення НДХ
Францетич народився 3 липня 1912 року у присілку Вівозе біля Прозора поблизу Оточаця в гірській області Ліка, в тогочасному Королівстві Хорватія і Славонія Австро-Угорської імперії (нині — центральна Хорватія). Навчаючись у середній школі, підпав під вплив учителів-націоналістів, після її закінчення подався вчитися на правника в Загребському університеті, де вступив до руху усташів і покинув навчання. Невдовзі його на п'ять років вислали із Загреба через його антиюгославську політичну діяльність. Він трохи пожив в рідному Оточаці, після чого в березні 1933 року емігрував в Італію, де 24 квітня 1933 року склав присягу усташа в таборі Борготаро. Наступні чотири роки провів в Австрії, Італії та Угорщині. В Угорщині вступив до табору усташів у Янкапусті під псевдонімом «Ласло», став заступником начальника табору та перетворився на фанатичного усташа.
Після вбивства короля Олександра I Муссоліні на прохання югославського уряду інтернував Францетича на Сардинію. Після оголошення в Королівстві Югославія загальної амністії Францетич в листопаді 1937 року повернувся в Хорватію , але був негайно заарештований і засланий у своє рідне місто. Наступного року Францетич повернувся в Загреб у надії завершити вивчення права, але натомість був змушений пройти військову службу. Його націоналістична діяльність включала вітання всіх жителів Оточаця гаслом «Хай живе Анте Павелич! Хай живе Незалежна Держава Хорватія!». Наприкінці 1940 року у зв'язку з вітальною телеграмою президенту новоутвореної Словацької Республіки д-ру Йозефу Тісо, підписаною низкою хорватських націоналістів, його заарештували в Загребі та знову вислали в рідний Оточаць. Після виголошення 12 січня 1941 року запальної націоналістичної промови на святкуванні Нового року в місцевій школі в Оточаці він утік до Німеччини, щоб уникнути арешту.

### Комісар у справах Боснії та Герцеговини
Після створення НДХ 10 квітня 1941 року Францетича призначили головним посланцем усташів у Боснії та Герцеговині з питань зміцнення там усташівського режиму. З метою встановити офіційну владу він прибув 24 квітня 1941 року в Сараєво в супроводі маршала Славка Кватерника, близько 800 усташівських ополченців і 300 усташівських поліціянтів. Францетич фактично став найвпливовішим політичним керівником у Сараєві,  заслуживши репутацію людини, яка безжалісно поводиться з сербами і євреями. Усташі Францетича взяли під контроль місцеве врядування, звільнивши всіх держслужбовців і вчителів, що належали до категорії «Srbijanci» (серби), а також євреїв. Вбивства, арешти та депортація сербів і євреїв були повсякденним обов'язком поплічників Францетича, які керувалися і виправдовувалися офіційною політикою усташів, що вимагала повного знищення євреїв і вбивства третини, вигнання другої третини та примусового навернення в римо-католицтво третьої третини православних сербів у Боснії та Герцеговині. 23 липня 1941 року керівництво усташівської поліції НДХ розіслало наказ усім обласним керівникам, у тому числі і Францетичу, розпочати арешт і транспортування євреїв, сербів і комуністів до концтабору в Госпичі.
У вересні 1942 року Францетича позбавили посади головного урядового представника в Боснії, ймовірно, у відповідь на занепокоєння мусульман Боснії з приводу звірств, скоєних усташами протягом попередніх вісімнадцятьох місяців.

### Чорний легіон

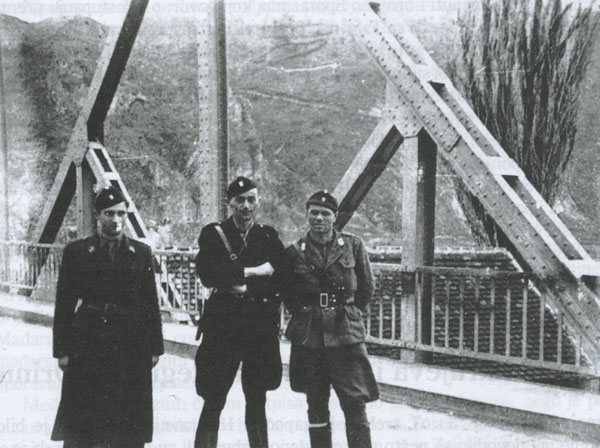
Францетич (посередині) разом із Бобаном (праворуч) і невідомим офіцером на мосту через Дрину у Зворнику

У серпні 1941 року усташі під командуванням Францетича (тоді майора) були відряджені в східну Герцеговину на придушення повстання тамтешніх сербів.
У вересні 1941 року Францетич і Анте Вокич створили у Сараєві 1-й усташівський полк (хорв. Prva Ustaška pukovnija), задуманий для дій у східній Боснії. Коли початкового командира полку було вбито, Францетич перебрав командування, а полк швидко розрісся та зажив слави фанатичного і схильного до насильств. До грудня його охрестили Чорним легіоном (хорв. Crna Legija) з огляду на те, що полк перейшов на чорний однострій. Його побоювалися через фанатичний моральний дух і бойові якості, а також за звірства, які бійці цього підрозділу чинили проти сербського населення Боснії й Герцеговини. Невдовзі чисельність полку зросла до 1000—1500 чоловіків.
Взимку 1941—1942 рр. «Чорний легіон» скоїв різанину в Прієдорі, що на північному заході Боснії, а також у горах Романії на північний схід від Сараєва. В тих двох масових вбивствах вояки полку вбили тисячі беззахисних боснійських сербів і скинули їхні тіла в річку Дрина. Ходили чутки, що понад 3000 загиблих у цих операціях убито за наказом Францетича.
Свою єдину військову освіту та офіцерське звання Францетич здобув під час служби в королівській югославській армії, ставши унтер-офіцером у чині сержанта. Стосовно військового досвіду та знань Францетича Євген Дідо Кватерник писав: «Він не мав елементарних військових знань і військової освіти, як і не мав жодного хисту до елементарної військової організації.» Ставши командиром Чорного легіону, він дістав звання полковника армії усташів. Кватерник вважав Францетича «природженим партизаном і сином нашої гірської Герцеговини», що було достатньою підставою, щоб він виріс у військового провідника Боснії та Герцеговини.
Починаючи з 31 березня 1942 року, всупереч волі Німеччини Францетич розпочав самостійний наступ проти партизанів і четників у східній Боснії. Чорний Легіон швидко захопив у партизанів Власеницю, Братунаць і Сребреницю та розгромив чималі сили четників на чолі з майором Єздимиром Дангичем.
Францетич також керував «Чорним легіоном» під час спільного німецько-італійсько-усташівського наступу у східній Боснії у квітні-червні 1942 року, відомого як операція «Тріо», і, за словами головного командувача, генерала Бадера, «Чорний легіон» «суттєво допоміг успіху спільного заходу». У травні Чорний легіон знищив близько 890 сербів і євреїв із Власениці після зґвалтування жінок і дівчат.
Виправдовуючи ці масові вбивства боснійських сербів і євреїв, Францетич посилався на «пропаганду „єврейської комуністичної гідри“», якій вдалося "ввести в оману більшість сербського православного населення східної Боснії, підштовхнувши до вчинення «злочинних дій проти держави». Він заявляв, що проти них потрібно застосовувати «найрадикальніші засоби».
Францетич особисто заарештовував і допитував видатних сербських і єврейських провідників, і віддавав накази про вбивство деяких із них. Свою сараєвську квартиру він перетворив на тюремну кухню/пральню. Подейкують, що жорстокість усташів проти сербів і дисидентів спонукала німецьке командування вимагати від Францетича звільнитися з посади командира Чорного легіону. Павелич відмовився, підвищивши Францетича до командира всіх польових формувань усташів.

### Загибель
Францетич помер 27 або 28 грудня 1942 року у віці 30 років. Під час польоту до Госпича 22 грудня його літак збили югославські партизани біля села Мочиле неподалік Слуня. Та місцевість була тоді під владою партизанів. І самого Францетича, і його пілота відразу схопили місцеві селяни. Важко пораненого Францетича доправили у шпиталь Генерального штабу НВАЮ, де партизанські хірурги намагалися врятувати йому життя, щоб обміняти його на бранців усташівських таборів і в'язниць, але не змогли. Влада усташів була настільки стурбована тим, як його смерть може вплинути на прибічників їхнього руху, що звістку про його смерть відклали до початку березня 1943 року. Офіційне оголошення про його загибель відбулося 31 березня 1943 року. Усташі оголосили вісім днів офіційної жалоби.

## Вшанування

Нарукавна нашивка 13-го батальйону Хорватських оборонних сил

На початкових етапах Югославських воєн Хорватська партія права мала військове крило — Хорватські оборонні сили, два батальйони якого було названо на честь Юре Францетича: 13-й батальйон ім. Юре лицаря Францетича (13. Bojna Jure vitez Francetić) з Томіславграда і 19-й батальйон ім. Юре лицаря Францетича (19. Bojna Jure vitez Francetić) з Госпича. У травні 1993 року одне з формувань Хорватської ради оборони, яке діяло в районі Зениці (Боснія і Герцеговина), називалося бригадою імені Юре Францетича.
У червні 2000 року Спілка ветеранів війни «Хорватський домобран» установила в Слуні присвячену Францетичу пам'ятну дошку. Через чотири роки, наприкінці 2004 року, уряд Хорватії розпорядився зняти цю меморіальну дошку. У січні 2005 року в околицях Спліта невідомі особи спорудили пам'ятний знак Францетичу та Міле Будаку.

## Виноски
1. ↑  Hrvatski biografski leksikon — 1983.
2. 1 2  Redžić, 2005, с. 73—74.
3. ↑  Hofman, 2006, с. 35.
4. ↑  Greble, 2011, с. 61.
5. ↑  Yeomans, 2011, с. 189.
6. 1 2  Tomasevich, 2001, с. 422.
7. 1 2  Topalović, 2001.
8. 1 2 3  Yeomans, 2011, с. 191.
9. ↑  Begić, 1986, с. 212.
10. ↑  Goldstein, 2001, с. 99.
11. ↑  Greble, 2011, с. 61–63.
12. 1 2  Yeomans, 2011, с. 192.
13. ↑  Dulić, 2005, с. 124, 132—133.
14. ↑  Tomasevich, 2001, с. 494.
15. ↑  Redžić, 2005, с. 14.
16. 1 2  Thomas, Abbott та Chappell, 1983, с. 33.
17. ↑  Thomas, Mikulan та Pavlović, 1995, с. 16.
18. ↑  Yeomans, 2011, с. 194.
19. ↑  Blaževic, 1980, с. 477.
20. 1 2  Godec, 2000.
21. ↑  Kvaternik та Jareb, 1995.
22. 1 2  Hoare, 2006, с. 202—203.
23. ↑  Redžić, 2005, с. 26.
24. ↑  Yeomans, 2011, с. 197.
25. ↑  Albahari, 1977, с. 207.
26. ↑  Dulić, 2005, с. 133.
27. ↑  Azanjac, Frol та Nikolić, 1969.
28. ↑  The Forgotten Axis: Germany's Partners and Foreign Volunteers in World War II by J. Lee Ready (p. 172), McFarland & Co., 1987; ISBN 0-89950-275-X, ISBN 978-0-89950-275-5«It got so bad that the German command demanded that Jure Francetic, the commander of the First Brigade Black Legion, be dismissed due to his unbridled cruelty. Pavelić replied by promoting Francetić to commander of all Ustashi field formations.»
29. ↑  «Vjesnik Jedinstvene narodno-oslobodilačke fronte Hrvatske 1941—1945» by Božidar Novak 1970 (p. 384), Izbor
30. ↑  «Jedinstvena narodno-oslobodilačka fronta Hrvatske» by Vlado Stopar, Vjesnik, 1970
31. ↑  Jasenovac: Proceedings of the First International Conference and Exhibit on the Jasenovac Concentration Camps: 29–31 October 1997, Kingsborough Community College by Wanda Schindley, Petar Makara (p. 139), Dallas Publ.: 1997
 …was Jure Francetic, one of the founders of the infamous black Ustasha legion. who later on was an Ustasha colonel and was shot down with his plane, and local Partisan villagers finished him off with pitchforks in Kordun.
32. ↑  Moja sjećanja na Hrvatsku by Nikola Rušinović (pp. 151–52), Meditor, 1996; ISBN 953-6300-08-7, ISBN 978-953-6300-08-2
33. ↑  Yeomans, 2011, с. 198.
34. ↑  CIA, 2002, с. 367.
35. ↑  HOS – Povijest [HOS – History] (хор.). Архів оригіналу за 25 квітня 2012. Процитовано 11 жовтня 2012. [Архівовано 2012-04-25 у Wayback Machine.]
36. ↑  Shrader (2003), p. 30
37. ↑  Ramet (2006), pp. 588–89
38. ↑  Pond, 2006, с. 135—136.

### Книжки
- Albahari, Nisim (1977). Sarajevo u revoluciji: Komunistička partija Jugoslavije u pripremama i organizaciji ustanka [Сараєво в революції: Комуністична партія Югославії в підготовці та організації повстання] (сербо-хорв.). Т. 2. Sarajevo: Istorijski arhiv. OCLC 3858024.
- Azanjac, Dušan; Frol, Ivo; Nikolić, Đorđe (1969). Otpor u žicama: sećanja zatočenika [Спротив у дротах: спогади в'язнів] (сербо-хорв.). Belgrade: Vojnoizdavacki zavod. OCLC 12957901.
- Begić, Miron Krešimir (1986). Ustaški pokret, 1929–1941: pregled njegove povijesti [Рух усташів, 1929-1941: огляд його історії] (хор.). Buenos Aires: Naklada Smotre "Ustas̆a". OCLC 17340388.
- Blažević, Jakov (1980). Bez Alternative [Без альтернативи]. Zagreb: Mladost. OCLC 7732602.
- CIA (2002). Balkan battlegrounds: a military history of the Yugoslav conflict, 1990–1995. Т. 2. Washington, D.C.: Central Intelligence Agency, Office of Russian and European Analysis. ISBN 978-0-16-066472-4.
- Dulić, Tomislav (2005). Utopias of Nation: Local Mass Killing in Bosnia and Herzegovina, 1941–42. Uppsala, Sweden: Uppsala University. ISBN 978-91-554-6302-1.
- Goldstein, Ivo (2001). Holokaust u Zagrebu [Голокост у Загребі] (хор.). Zagreb: Novi liber : Židovska općina Zagreb. ISBN 978-953-6045-19-8.
- Greble, Emily (2011). Sarajevo, 1941–1945: Muslims, Christians, and Jews in Hitler's Europe. Ithaca, New York: Cornell University Press. ISBN 978-0-8014-4921-5.
- Hoare, Marko Attila (2006). Genocide and Resistance in Hitler's Bosnia: The Partisans and the Chetniks 1941–1943. New York: Oxford University Press. ISBN 978-0-19-726380-8.
- Hofman, Nila Ginger (2006). Renewed Survival: Jewish Community Life in Croatia. Lanham, Maryland: Lexington Books. ISBN 978-0-7391-1330-1.
- Kvaternik, Eugen Dido; Jareb, Jere (1995). Sjećanja i zapažanja, 1925–1945: prilozi za hrvatsku povijest [Спомини і спостереження, 1925-1945: причинки до хорватської історії] (хор.). Zagreb: Starčević. ISBN 978-0-8014-4921-5.
- Pond, Elizabeth (2006). Endgame in the Balkans: Regime Change, European Style. Brookings Institution Press. ISBN 978-0-8157-7160-9.
- Ramet, Sabrina P. (2006). The Three Yugoslavias: State-Building and Legitimation, 1918–2005. New York: Indiana University Press. ISBN 0-253-34656-8.
- Redžić, Enver (2005). Bosnia And Herzegovina In The Second World War. London: Frank Cass. ISBN 978-0-7146-5625-0.
- Shrader, Charles R. (2003). The Muslim-Croat Civil War in Central Bosnia: A Military History, 1992–1994. Texas A&M University Press. ISBN 1-5854-4261-5.
- Thomas, Nigel; Abbott, Peter; Chappell, Mike (1983). Partisan Warfare 1941–45. London: Osprey. ISBN 978-0-85045-513-7.
- Thomas, Nigel; Mikulan, Krunoslav; Pavlović, Darko (1995). Axis Forces in Yugoslavia 1941–45. London: Osprey. ISBN 978-1-85532-473-2.
- Tomasevich, Jozo (2001). War and Revolution in Yugoslavia, 1941–1945: Occupation and Collaboration. Т. 2. San Francisco: Stanford University Press. ISBN 978-0-8047-3615-2.
- Topalović, Vjenceslav (2001). Srednja Bosna: ne zaboravimo hrvatske žrtve: 1941-50/1991-95 [Центральна Боснія: не забуваймо хорватські жертви: 1941-50 / 1991-95] (хор.). Hrvatski informativni centar. ISBN 978-953-6058-32-7.
- Yeomans, Rory (2011). "For us, beloved commander, you will never die!" Mourning Jure Francetić, Ustasha Death Squad Leader. У Haynes, Rebecca; Rady, Martyn (ред.). In the Shadow of Hitler: Personalities of the Right in Central and Eastern Europe. London: I.B. Tauris. ISBN 978-1-84511-697-2.

### Газети
- Godec, Željka (15 червня 2000). Provokacija ili Manipulacija? [Провокація чи маніпуляція?]. Nacional (хор.). Zagreb. Архів оригіналу за 27 вересня 2013. Процитовано 21 вересня 2014.